# Ajournement
L'ajournement d'une partie d'échecs est une procédure d'interruption de cette partie qui doit être reprise ultérieurement. De nos jours, cette pratique est inusitée en raison des nouvelles cadences de jeu en compétition, qui prévoient qu'une partie ne dure guère plus d'une demi-journée. Toutefois, une partie jouée avec une cadence à incrément peut dépasser le temps maximum que l'organisateur avait prévu ; il faut alors l'ajourner.

## Modalités

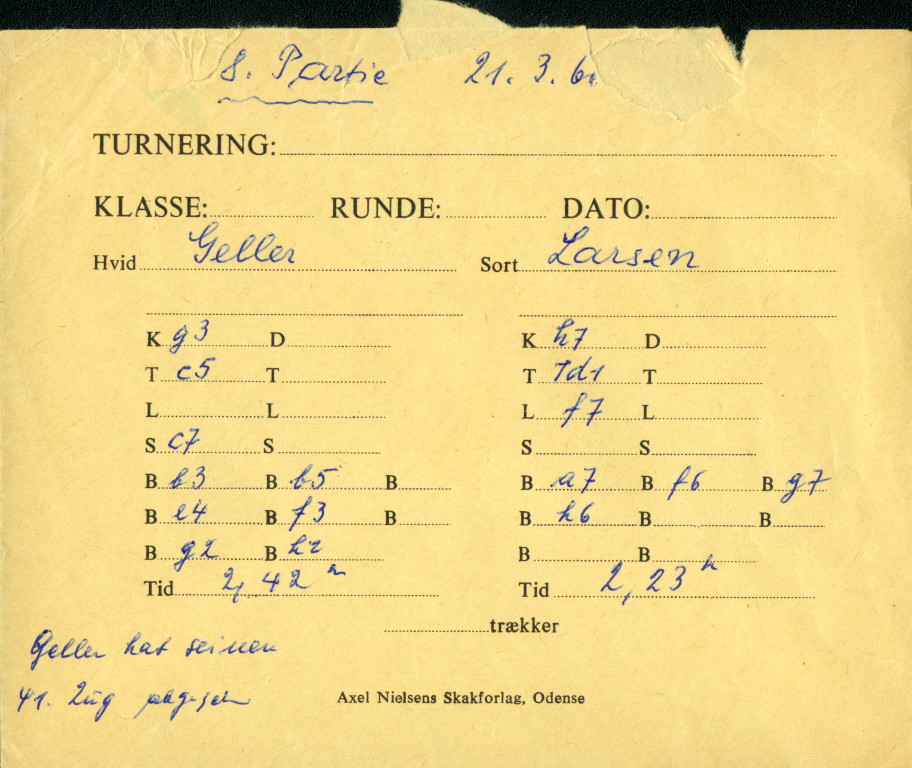
Enveloppe utilisée pour l'ajournement de la huitième partie du match entre Efim Geller et Bent Larsen à Copenhague en 1966.

Le joueur qui a le trait à la fin de la session de jeu inscrit son coup sur sa feuille de partie (sans le jouer sur l’échiquier). Les feuilles de partie des deux joueurs sont insérées dans une enveloppe qui est cachetée, signée par les deux joueurs et conservée par l’arbitre. Après l’ajournement, le coup inscrit sur la feuille est joué sur l’échiquier. Grâce à cette procédure, aucun des deux joueurs ne connaît la position exacte qui surviendra lorsqu’il sera au trait quand la partie sera reprise.

## Un exemple d'ajournement fameux dans l'histoire
|   | a | b | c | d | e | f | g | h |   |
| 8 | Pion noir sur case noire a7 · Tour noire sur case noire c7 · Pion noir sur case blanche h7 · Pion noir sur case noire b6 · Pion noir sur case blanche g6 · Roi noir sur case noire g5 · Pion blanc sur case blanche a4 · Tour blanche sur case blanche f3 · Roi blanc sur case noire g3 · Pion blanc sur case blanche h3 · Pion blanc sur case noire f2 | Pion noir sur case noire a7 · Tour noire sur case noire c7 · Pion noir sur case blanche h7 · Pion noir sur case noire b6 · Pion noir sur case blanche g6 · Roi noir sur case noire g5 · Pion blanc sur case blanche a4 · Tour blanche sur case blanche f3 · Roi blanc sur case noire g3 · Pion blanc sur case blanche h3 · Pion blanc sur case noire f2 | Pion noir sur case noire a7 · Tour noire sur case noire c7 · Pion noir sur case blanche h7 · Pion noir sur case noire b6 · Pion noir sur case blanche g6 · Roi noir sur case noire g5 · Pion blanc sur case blanche a4 · Tour blanche sur case blanche f3 · Roi blanc sur case noire g3 · Pion blanc sur case blanche h3 · Pion blanc sur case noire f2 | Pion noir sur case noire a7 · Tour noire sur case noire c7 · Pion noir sur case blanche h7 · Pion noir sur case noire b6 · Pion noir sur case blanche g6 · Roi noir sur case noire g5 · Pion blanc sur case blanche a4 · Tour blanche sur case blanche f3 · Roi blanc sur case noire g3 · Pion blanc sur case blanche h3 · Pion blanc sur case noire f2 | Pion noir sur case noire a7 · Tour noire sur case noire c7 · Pion noir sur case blanche h7 · Pion noir sur case noire b6 · Pion noir sur case blanche g6 · Roi noir sur case noire g5 · Pion blanc sur case blanche a4 · Tour blanche sur case blanche f3 · Roi blanc sur case noire g3 · Pion blanc sur case blanche h3 · Pion blanc sur case noire f2 | Pion noir sur case noire a7 · Tour noire sur case noire c7 · Pion noir sur case blanche h7 · Pion noir sur case noire b6 · Pion noir sur case blanche g6 · Roi noir sur case noire g5 · Pion blanc sur case blanche a4 · Tour blanche sur case blanche f3 · Roi blanc sur case noire g3 · Pion blanc sur case blanche h3 · Pion blanc sur case noire f2 | Pion noir sur case noire a7 · Tour noire sur case noire c7 · Pion noir sur case blanche h7 · Pion noir sur case noire b6 · Pion noir sur case blanche g6 · Roi noir sur case noire g5 · Pion blanc sur case blanche a4 · Tour blanche sur case blanche f3 · Roi blanc sur case noire g3 · Pion blanc sur case blanche h3 · Pion blanc sur case noire f2 | Pion noir sur case noire a7 · Tour noire sur case noire c7 · Pion noir sur case blanche h7 · Pion noir sur case noire b6 · Pion noir sur case blanche g6 · Roi noir sur case noire g5 · Pion blanc sur case blanche a4 · Tour blanche sur case blanche f3 · Roi blanc sur case noire g3 · Pion blanc sur case blanche h3 · Pion blanc sur case noire f2 | 8 |
| 7 | Pion noir sur case noire a7 · Tour noire sur case noire c7 · Pion noir sur case blanche h7 · Pion noir sur case noire b6 · Pion noir sur case blanche g6 · Roi noir sur case noire g5 · Pion blanc sur case blanche a4 · Tour blanche sur case blanche f3 · Roi blanc sur case noire g3 · Pion blanc sur case blanche h3 · Pion blanc sur case noire f2 | Pion noir sur case noire a7 · Tour noire sur case noire c7 · Pion noir sur case blanche h7 · Pion noir sur case noire b6 · Pion noir sur case blanche g6 · Roi noir sur case noire g5 · Pion blanc sur case blanche a4 · Tour blanche sur case blanche f3 · Roi blanc sur case noire g3 · Pion blanc sur case blanche h3 · Pion blanc sur case noire f2 | Pion noir sur case noire a7 · Tour noire sur case noire c7 · Pion noir sur case blanche h7 · Pion noir sur case noire b6 · Pion noir sur case blanche g6 · Roi noir sur case noire g5 · Pion blanc sur case blanche a4 · Tour blanche sur case blanche f3 · Roi blanc sur case noire g3 · Pion blanc sur case blanche h3 · Pion blanc sur case noire f2 | Pion noir sur case noire a7 · Tour noire sur case noire c7 · Pion noir sur case blanche h7 · Pion noir sur case noire b6 · Pion noir sur case blanche g6 · Roi noir sur case noire g5 · Pion blanc sur case blanche a4 · Tour blanche sur case blanche f3 · Roi blanc sur case noire g3 · Pion blanc sur case blanche h3 · Pion blanc sur case noire f2 | Pion noir sur case noire a7 · Tour noire sur case noire c7 · Pion noir sur case blanche h7 · Pion noir sur case noire b6 · Pion noir sur case blanche g6 · Roi noir sur case noire g5 · Pion blanc sur case blanche a4 · Tour blanche sur case blanche f3 · Roi blanc sur case noire g3 · Pion blanc sur case blanche h3 · Pion blanc sur case noire f2 | Pion noir sur case noire a7 · Tour noire sur case noire c7 · Pion noir sur case blanche h7 · Pion noir sur case noire b6 · Pion noir sur case blanche g6 · Roi noir sur case noire g5 · Pion blanc sur case blanche a4 · Tour blanche sur case blanche f3 · Roi blanc sur case noire g3 · Pion blanc sur case blanche h3 · Pion blanc sur case noire f2 | Pion noir sur case noire a7 · Tour noire sur case noire c7 · Pion noir sur case blanche h7 · Pion noir sur case noire b6 · Pion noir sur case blanche g6 · Roi noir sur case noire g5 · Pion blanc sur case blanche a4 · Tour blanche sur case blanche f3 · Roi blanc sur case noire g3 · Pion blanc sur case blanche h3 · Pion blanc sur case noire f2 | Pion noir sur case noire a7 · Tour noire sur case noire c7 · Pion noir sur case blanche h7 · Pion noir sur case noire b6 · Pion noir sur case blanche g6 · Roi noir sur case noire g5 · Pion blanc sur case blanche a4 · Tour blanche sur case blanche f3 · Roi blanc sur case noire g3 · Pion blanc sur case blanche h3 · Pion blanc sur case noire f2 | 7 |
| 6 | Pion noir sur case noire a7 · Tour noire sur case noire c7 · Pion noir sur case blanche h7 · Pion noir sur case noire b6 · Pion noir sur case blanche g6 · Roi noir sur case noire g5 · Pion blanc sur case blanche a4 · Tour blanche sur case blanche f3 · Roi blanc sur case noire g3 · Pion blanc sur case blanche h3 · Pion blanc sur case noire f2 | Pion noir sur case noire a7 · Tour noire sur case noire c7 · Pion noir sur case blanche h7 · Pion noir sur case noire b6 · Pion noir sur case blanche g6 · Roi noir sur case noire g5 · Pion blanc sur case blanche a4 · Tour blanche sur case blanche f3 · Roi blanc sur case noire g3 · Pion blanc sur case blanche h3 · Pion blanc sur case noire f2 | Pion noir sur case noire a7 · Tour noire sur case noire c7 · Pion noir sur case blanche h7 · Pion noir sur case noire b6 · Pion noir sur case blanche g6 · Roi noir sur case noire g5 · Pion blanc sur case blanche a4 · Tour blanche sur case blanche f3 · Roi blanc sur case noire g3 · Pion blanc sur case blanche h3 · Pion blanc sur case noire f2 | Pion noir sur case noire a7 · Tour noire sur case noire c7 · Pion noir sur case blanche h7 · Pion noir sur case noire b6 · Pion noir sur case blanche g6 · Roi noir sur case noire g5 · Pion blanc sur case blanche a4 · Tour blanche sur case blanche f3 · Roi blanc sur case noire g3 · Pion blanc sur case blanche h3 · Pion blanc sur case noire f2 | Pion noir sur case noire a7 · Tour noire sur case noire c7 · Pion noir sur case blanche h7 · Pion noir sur case noire b6 · Pion noir sur case blanche g6 · Roi noir sur case noire g5 · Pion blanc sur case blanche a4 · Tour blanche sur case blanche f3 · Roi blanc sur case noire g3 · Pion blanc sur case blanche h3 · Pion blanc sur case noire f2 | Pion noir sur case noire a7 · Tour noire sur case noire c7 · Pion noir sur case blanche h7 · Pion noir sur case noire b6 · Pion noir sur case blanche g6 · Roi noir sur case noire g5 · Pion blanc sur case blanche a4 · Tour blanche sur case blanche f3 · Roi blanc sur case noire g3 · Pion blanc sur case blanche h3 · Pion blanc sur case noire f2 | Pion noir sur case noire a7 · Tour noire sur case noire c7 · Pion noir sur case blanche h7 · Pion noir sur case noire b6 · Pion noir sur case blanche g6 · Roi noir sur case noire g5 · Pion blanc sur case blanche a4 · Tour blanche sur case blanche f3 · Roi blanc sur case noire g3 · Pion blanc sur case blanche h3 · Pion blanc sur case noire f2 | Pion noir sur case noire a7 · Tour noire sur case noire c7 · Pion noir sur case blanche h7 · Pion noir sur case noire b6 · Pion noir sur case blanche g6 · Roi noir sur case noire g5 · Pion blanc sur case blanche a4 · Tour blanche sur case blanche f3 · Roi blanc sur case noire g3 · Pion blanc sur case blanche h3 · Pion blanc sur case noire f2 | 6 |
| 5 | Pion noir sur case noire a7 · Tour noire sur case noire c7 · Pion noir sur case blanche h7 · Pion noir sur case noire b6 · Pion noir sur case blanche g6 · Roi noir sur case noire g5 · Pion blanc sur case blanche a4 · Tour blanche sur case blanche f3 · Roi blanc sur case noire g3 · Pion blanc sur case blanche h3 · Pion blanc sur case noire f2 | Pion noir sur case noire a7 · Tour noire sur case noire c7 · Pion noir sur case blanche h7 · Pion noir sur case noire b6 · Pion noir sur case blanche g6 · Roi noir sur case noire g5 · Pion blanc sur case blanche a4 · Tour blanche sur case blanche f3 · Roi blanc sur case noire g3 · Pion blanc sur case blanche h3 · Pion blanc sur case noire f2 | Pion noir sur case noire a7 · Tour noire sur case noire c7 · Pion noir sur case blanche h7 · Pion noir sur case noire b6 · Pion noir sur case blanche g6 · Roi noir sur case noire g5 · Pion blanc sur case blanche a4 · Tour blanche sur case blanche f3 · Roi blanc sur case noire g3 · Pion blanc sur case blanche h3 · Pion blanc sur case noire f2 | Pion noir sur case noire a7 · Tour noire sur case noire c7 · Pion noir sur case blanche h7 · Pion noir sur case noire b6 · Pion noir sur case blanche g6 · Roi noir sur case noire g5 · Pion blanc sur case blanche a4 · Tour blanche sur case blanche f3 · Roi blanc sur case noire g3 · Pion blanc sur case blanche h3 · Pion blanc sur case noire f2 | Pion noir sur case noire a7 · Tour noire sur case noire c7 · Pion noir sur case blanche h7 · Pion noir sur case noire b6 · Pion noir sur case blanche g6 · Roi noir sur case noire g5 · Pion blanc sur case blanche a4 · Tour blanche sur case blanche f3 · Roi blanc sur case noire g3 · Pion blanc sur case blanche h3 · Pion blanc sur case noire f2 | Pion noir sur case noire a7 · Tour noire sur case noire c7 · Pion noir sur case blanche h7 · Pion noir sur case noire b6 · Pion noir sur case blanche g6 · Roi noir sur case noire g5 · Pion blanc sur case blanche a4 · Tour blanche sur case blanche f3 · Roi blanc sur case noire g3 · Pion blanc sur case blanche h3 · Pion blanc sur case noire f2 | Pion noir sur case noire a7 · Tour noire sur case noire c7 · Pion noir sur case blanche h7 · Pion noir sur case noire b6 · Pion noir sur case blanche g6 · Roi noir sur case noire g5 · Pion blanc sur case blanche a4 · Tour blanche sur case blanche f3 · Roi blanc sur case noire g3 · Pion blanc sur case blanche h3 · Pion blanc sur case noire f2 | Pion noir sur case noire a7 · Tour noire sur case noire c7 · Pion noir sur case blanche h7 · Pion noir sur case noire b6 · Pion noir sur case blanche g6 · Roi noir sur case noire g5 · Pion blanc sur case blanche a4 · Tour blanche sur case blanche f3 · Roi blanc sur case noire g3 · Pion blanc sur case blanche h3 · Pion blanc sur case noire f2 | 5 |
| 4 | Pion noir sur case noire a7 · Tour noire sur case noire c7 · Pion noir sur case blanche h7 · Pion noir sur case noire b6 · Pion noir sur case blanche g6 · Roi noir sur case noire g5 · Pion blanc sur case blanche a4 · Tour blanche sur case blanche f3 · Roi blanc sur case noire g3 · Pion blanc sur case blanche h3 · Pion blanc sur case noire f2 | Pion noir sur case noire a7 · Tour noire sur case noire c7 · Pion noir sur case blanche h7 · Pion noir sur case noire b6 · Pion noir sur case blanche g6 · Roi noir sur case noire g5 · Pion blanc sur case blanche a4 · Tour blanche sur case blanche f3 · Roi blanc sur case noire g3 · Pion blanc sur case blanche h3 · Pion blanc sur case noire f2 | Pion noir sur case noire a7 · Tour noire sur case noire c7 · Pion noir sur case blanche h7 · Pion noir sur case noire b6 · Pion noir sur case blanche g6 · Roi noir sur case noire g5 · Pion blanc sur case blanche a4 · Tour blanche sur case blanche f3 · Roi blanc sur case noire g3 · Pion blanc sur case blanche h3 · Pion blanc sur case noire f2 | Pion noir sur case noire a7 · Tour noire sur case noire c7 · Pion noir sur case blanche h7 · Pion noir sur case noire b6 · Pion noir sur case blanche g6 · Roi noir sur case noire g5 · Pion blanc sur case blanche a4 · Tour blanche sur case blanche f3 · Roi blanc sur case noire g3 · Pion blanc sur case blanche h3 · Pion blanc sur case noire f2 | Pion noir sur case noire a7 · Tour noire sur case noire c7 · Pion noir sur case blanche h7 · Pion noir sur case noire b6 · Pion noir sur case blanche g6 · Roi noir sur case noire g5 · Pion blanc sur case blanche a4 · Tour blanche sur case blanche f3 · Roi blanc sur case noire g3 · Pion blanc sur case blanche h3 · Pion blanc sur case noire f2 | Pion noir sur case noire a7 · Tour noire sur case noire c7 · Pion noir sur case blanche h7 · Pion noir sur case noire b6 · Pion noir sur case blanche g6 · Roi noir sur case noire g5 · Pion blanc sur case blanche a4 · Tour blanche sur case blanche f3 · Roi blanc sur case noire g3 · Pion blanc sur case blanche h3 · Pion blanc sur case noire f2 | Pion noir sur case noire a7 · Tour noire sur case noire c7 · Pion noir sur case blanche h7 · Pion noir sur case noire b6 · Pion noir sur case blanche g6 · Roi noir sur case noire g5 · Pion blanc sur case blanche a4 · Tour blanche sur case blanche f3 · Roi blanc sur case noire g3 · Pion blanc sur case blanche h3 · Pion blanc sur case noire f2 | Pion noir sur case noire a7 · Tour noire sur case noire c7 · Pion noir sur case blanche h7 · Pion noir sur case noire b6 · Pion noir sur case blanche g6 · Roi noir sur case noire g5 · Pion blanc sur case blanche a4 · Tour blanche sur case blanche f3 · Roi blanc sur case noire g3 · Pion blanc sur case blanche h3 · Pion blanc sur case noire f2 | 4 |
| 3 | Pion noir sur case noire a7 · Tour noire sur case noire c7 · Pion noir sur case blanche h7 · Pion noir sur case noire b6 · Pion noir sur case blanche g6 · Roi noir sur case noire g5 · Pion blanc sur case blanche a4 · Tour blanche sur case blanche f3 · Roi blanc sur case noire g3 · Pion blanc sur case blanche h3 · Pion blanc sur case noire f2 | Pion noir sur case noire a7 · Tour noire sur case noire c7 · Pion noir sur case blanche h7 · Pion noir sur case noire b6 · Pion noir sur case blanche g6 · Roi noir sur case noire g5 · Pion blanc sur case blanche a4 · Tour blanche sur case blanche f3 · Roi blanc sur case noire g3 · Pion blanc sur case blanche h3 · Pion blanc sur case noire f2 | Pion noir sur case noire a7 · Tour noire sur case noire c7 · Pion noir sur case blanche h7 · Pion noir sur case noire b6 · Pion noir sur case blanche g6 · Roi noir sur case noire g5 · Pion blanc sur case blanche a4 · Tour blanche sur case blanche f3 · Roi blanc sur case noire g3 · Pion blanc sur case blanche h3 · Pion blanc sur case noire f2 | Pion noir sur case noire a7 · Tour noire sur case noire c7 · Pion noir sur case blanche h7 · Pion noir sur case noire b6 · Pion noir sur case blanche g6 · Roi noir sur case noire g5 · Pion blanc sur case blanche a4 · Tour blanche sur case blanche f3 · Roi blanc sur case noire g3 · Pion blanc sur case blanche h3 · Pion blanc sur case noire f2 | Pion noir sur case noire a7 · Tour noire sur case noire c7 · Pion noir sur case blanche h7 · Pion noir sur case noire b6 · Pion noir sur case blanche g6 · Roi noir sur case noire g5 · Pion blanc sur case blanche a4 · Tour blanche sur case blanche f3 · Roi blanc sur case noire g3 · Pion blanc sur case blanche h3 · Pion blanc sur case noire f2 | Pion noir sur case noire a7 · Tour noire sur case noire c7 · Pion noir sur case blanche h7 · Pion noir sur case noire b6 · Pion noir sur case blanche g6 · Roi noir sur case noire g5 · Pion blanc sur case blanche a4 · Tour blanche sur case blanche f3 · Roi blanc sur case noire g3 · Pion blanc sur case blanche h3 · Pion blanc sur case noire f2 | Pion noir sur case noire a7 · Tour noire sur case noire c7 · Pion noir sur case blanche h7 · Pion noir sur case noire b6 · Pion noir sur case blanche g6 · Roi noir sur case noire g5 · Pion blanc sur case blanche a4 · Tour blanche sur case blanche f3 · Roi blanc sur case noire g3 · Pion blanc sur case blanche h3 · Pion blanc sur case noire f2 | Pion noir sur case noire a7 · Tour noire sur case noire c7 · Pion noir sur case blanche h7 · Pion noir sur case noire b6 · Pion noir sur case blanche g6 · Roi noir sur case noire g5 · Pion blanc sur case blanche a4 · Tour blanche sur case blanche f3 · Roi blanc sur case noire g3 · Pion blanc sur case blanche h3 · Pion blanc sur case noire f2 | 3 |
| 2 | Pion noir sur case noire a7 · Tour noire sur case noire c7 · Pion noir sur case blanche h7 · Pion noir sur case noire b6 · Pion noir sur case blanche g6 · Roi noir sur case noire g5 · Pion blanc sur case blanche a4 · Tour blanche sur case blanche f3 · Roi blanc sur case noire g3 · Pion blanc sur case blanche h3 · Pion blanc sur case noire f2 | Pion noir sur case noire a7 · Tour noire sur case noire c7 · Pion noir sur case blanche h7 · Pion noir sur case noire b6 · Pion noir sur case blanche g6 · Roi noir sur case noire g5 · Pion blanc sur case blanche a4 · Tour blanche sur case blanche f3 · Roi blanc sur case noire g3 · Pion blanc sur case blanche h3 · Pion blanc sur case noire f2 | Pion noir sur case noire a7 · Tour noire sur case noire c7 · Pion noir sur case blanche h7 · Pion noir sur case noire b6 · Pion noir sur case blanche g6 · Roi noir sur case noire g5 · Pion blanc sur case blanche a4 · Tour blanche sur case blanche f3 · Roi blanc sur case noire g3 · Pion blanc sur case blanche h3 · Pion blanc sur case noire f2 | Pion noir sur case noire a7 · Tour noire sur case noire c7 · Pion noir sur case blanche h7 · Pion noir sur case noire b6 · Pion noir sur case blanche g6 · Roi noir sur case noire g5 · Pion blanc sur case blanche a4 · Tour blanche sur case blanche f3 · Roi blanc sur case noire g3 · Pion blanc sur case blanche h3 · Pion blanc sur case noire f2 | Pion noir sur case noire a7 · Tour noire sur case noire c7 · Pion noir sur case blanche h7 · Pion noir sur case noire b6 · Pion noir sur case blanche g6 · Roi noir sur case noire g5 · Pion blanc sur case blanche a4 · Tour blanche sur case blanche f3 · Roi blanc sur case noire g3 · Pion blanc sur case blanche h3 · Pion blanc sur case noire f2 | Pion noir sur case noire a7 · Tour noire sur case noire c7 · Pion noir sur case blanche h7 · Pion noir sur case noire b6 · Pion noir sur case blanche g6 · Roi noir sur case noire g5 · Pion blanc sur case blanche a4 · Tour blanche sur case blanche f3 · Roi blanc sur case noire g3 · Pion blanc sur case blanche h3 · Pion blanc sur case noire f2 | Pion noir sur case noire a7 · Tour noire sur case noire c7 · Pion noir sur case blanche h7 · Pion noir sur case noire b6 · Pion noir sur case blanche g6 · Roi noir sur case noire g5 · Pion blanc sur case blanche a4 · Tour blanche sur case blanche f3 · Roi blanc sur case noire g3 · Pion blanc sur case blanche h3 · Pion blanc sur case noire f2 | Pion noir sur case noire a7 · Tour noire sur case noire c7 · Pion noir sur case blanche h7 · Pion noir sur case noire b6 · Pion noir sur case blanche g6 · Roi noir sur case noire g5 · Pion blanc sur case blanche a4 · Tour blanche sur case blanche f3 · Roi blanc sur case noire g3 · Pion blanc sur case blanche h3 · Pion blanc sur case noire f2 | 2 |
| 1 | Pion noir sur case noire a7 · Tour noire sur case noire c7 · Pion noir sur case blanche h7 · Pion noir sur case noire b6 · Pion noir sur case blanche g6 · Roi noir sur case noire g5 · Pion blanc sur case blanche a4 · Tour blanche sur case blanche f3 · Roi blanc sur case noire g3 · Pion blanc sur case blanche h3 · Pion blanc sur case noire f2 | Pion noir sur case noire a7 · Tour noire sur case noire c7 · Pion noir sur case blanche h7 · Pion noir sur case noire b6 · Pion noir sur case blanche g6 · Roi noir sur case noire g5 · Pion blanc sur case blanche a4 · Tour blanche sur case blanche f3 · Roi blanc sur case noire g3 · Pion blanc sur case blanche h3 · Pion blanc sur case noire f2 | Pion noir sur case noire a7 · Tour noire sur case noire c7 · Pion noir sur case blanche h7 · Pion noir sur case noire b6 · Pion noir sur case blanche g6 · Roi noir sur case noire g5 · Pion blanc sur case blanche a4 · Tour blanche sur case blanche f3 · Roi blanc sur case noire g3 · Pion blanc sur case blanche h3 · Pion blanc sur case noire f2 | Pion noir sur case noire a7 · Tour noire sur case noire c7 · Pion noir sur case blanche h7 · Pion noir sur case noire b6 · Pion noir sur case blanche g6 · Roi noir sur case noire g5 · Pion blanc sur case blanche a4 · Tour blanche sur case blanche f3 · Roi blanc sur case noire g3 · Pion blanc sur case blanche h3 · Pion blanc sur case noire f2 | Pion noir sur case noire a7 · Tour noire sur case noire c7 · Pion noir sur case blanche h7 · Pion noir sur case noire b6 · Pion noir sur case blanche g6 · Roi noir sur case noire g5 · Pion blanc sur case blanche a4 · Tour blanche sur case blanche f3 · Roi blanc sur case noire g3 · Pion blanc sur case blanche h3 · Pion blanc sur case noire f2 | Pion noir sur case noire a7 · Tour noire sur case noire c7 · Pion noir sur case blanche h7 · Pion noir sur case noire b6 · Pion noir sur case blanche g6 · Roi noir sur case noire g5 · Pion blanc sur case blanche a4 · Tour blanche sur case blanche f3 · Roi blanc sur case noire g3 · Pion blanc sur case blanche h3 · Pion blanc sur case noire f2 | Pion noir sur case noire a7 · Tour noire sur case noire c7 · Pion noir sur case blanche h7 · Pion noir sur case noire b6 · Pion noir sur case blanche g6 · Roi noir sur case noire g5 · Pion blanc sur case blanche a4 · Tour blanche sur case blanche f3 · Roi blanc sur case noire g3 · Pion blanc sur case blanche h3 · Pion blanc sur case noire f2 | Pion noir sur case noire a7 · Tour noire sur case noire c7 · Pion noir sur case blanche h7 · Pion noir sur case noire b6 · Pion noir sur case blanche g6 · Roi noir sur case noire g5 · Pion blanc sur case blanche a4 · Tour blanche sur case blanche f3 · Roi blanc sur case noire g3 · Pion blanc sur case blanche h3 · Pion blanc sur case noire f2 | 1 |
|   | a | b | c | d | e | f | g | h |   |

En 1962, à l'Olympiade de Varna, le champion du monde Mikhaïl Botvinnik était au premier échiquier de l'URSS avec les Blancs contre Bobby Fischer (avec les Noirs), qui jouait pour les États-Unis. Au plus fort de la guerre froide, cette confrontation entre l’URSS et les États-Unis était lourde de symboles. Cette partie est aussi restée dans l'histoire car elle a été la seule rencontre sur l'échiquier entre les deux grands maîtres. Elle a été ajournée (les Noirs ont dû sceller un coup sous enveloppe, et les Blancs ont eu la nuit pour analyser tous les coups hypothétiques des Noirs) avec la position suivante :
|   | a | b | c | d | e | f | g | h |   |
| 8 | Pion noir sur case noire a7 · Pion noir sur case blanche h7 · Pion noir sur case noire b6 · Pion noir sur case blanche g6 · Tour noire sur case noire c5 · Roi noir sur case noire g5 · Pion blanc sur case blanche a4 · Tour blanche sur case blanche f3 · Roi blanc sur case noire g3 · Pion blanc sur case blanche h3 · Pion blanc sur case noire f2 | Pion noir sur case noire a7 · Pion noir sur case blanche h7 · Pion noir sur case noire b6 · Pion noir sur case blanche g6 · Tour noire sur case noire c5 · Roi noir sur case noire g5 · Pion blanc sur case blanche a4 · Tour blanche sur case blanche f3 · Roi blanc sur case noire g3 · Pion blanc sur case blanche h3 · Pion blanc sur case noire f2 | Pion noir sur case noire a7 · Pion noir sur case blanche h7 · Pion noir sur case noire b6 · Pion noir sur case blanche g6 · Tour noire sur case noire c5 · Roi noir sur case noire g5 · Pion blanc sur case blanche a4 · Tour blanche sur case blanche f3 · Roi blanc sur case noire g3 · Pion blanc sur case blanche h3 · Pion blanc sur case noire f2 | Pion noir sur case noire a7 · Pion noir sur case blanche h7 · Pion noir sur case noire b6 · Pion noir sur case blanche g6 · Tour noire sur case noire c5 · Roi noir sur case noire g5 · Pion blanc sur case blanche a4 · Tour blanche sur case blanche f3 · Roi blanc sur case noire g3 · Pion blanc sur case blanche h3 · Pion blanc sur case noire f2 | Pion noir sur case noire a7 · Pion noir sur case blanche h7 · Pion noir sur case noire b6 · Pion noir sur case blanche g6 · Tour noire sur case noire c5 · Roi noir sur case noire g5 · Pion blanc sur case blanche a4 · Tour blanche sur case blanche f3 · Roi blanc sur case noire g3 · Pion blanc sur case blanche h3 · Pion blanc sur case noire f2 | Pion noir sur case noire a7 · Pion noir sur case blanche h7 · Pion noir sur case noire b6 · Pion noir sur case blanche g6 · Tour noire sur case noire c5 · Roi noir sur case noire g5 · Pion blanc sur case blanche a4 · Tour blanche sur case blanche f3 · Roi blanc sur case noire g3 · Pion blanc sur case blanche h3 · Pion blanc sur case noire f2 | Pion noir sur case noire a7 · Pion noir sur case blanche h7 · Pion noir sur case noire b6 · Pion noir sur case blanche g6 · Tour noire sur case noire c5 · Roi noir sur case noire g5 · Pion blanc sur case blanche a4 · Tour blanche sur case blanche f3 · Roi blanc sur case noire g3 · Pion blanc sur case blanche h3 · Pion blanc sur case noire f2 | Pion noir sur case noire a7 · Pion noir sur case blanche h7 · Pion noir sur case noire b6 · Pion noir sur case blanche g6 · Tour noire sur case noire c5 · Roi noir sur case noire g5 · Pion blanc sur case blanche a4 · Tour blanche sur case blanche f3 · Roi blanc sur case noire g3 · Pion blanc sur case blanche h3 · Pion blanc sur case noire f2 | 8 |
| 7 | Pion noir sur case noire a7 · Pion noir sur case blanche h7 · Pion noir sur case noire b6 · Pion noir sur case blanche g6 · Tour noire sur case noire c5 · Roi noir sur case noire g5 · Pion blanc sur case blanche a4 · Tour blanche sur case blanche f3 · Roi blanc sur case noire g3 · Pion blanc sur case blanche h3 · Pion blanc sur case noire f2 | Pion noir sur case noire a7 · Pion noir sur case blanche h7 · Pion noir sur case noire b6 · Pion noir sur case blanche g6 · Tour noire sur case noire c5 · Roi noir sur case noire g5 · Pion blanc sur case blanche a4 · Tour blanche sur case blanche f3 · Roi blanc sur case noire g3 · Pion blanc sur case blanche h3 · Pion blanc sur case noire f2 | Pion noir sur case noire a7 · Pion noir sur case blanche h7 · Pion noir sur case noire b6 · Pion noir sur case blanche g6 · Tour noire sur case noire c5 · Roi noir sur case noire g5 · Pion blanc sur case blanche a4 · Tour blanche sur case blanche f3 · Roi blanc sur case noire g3 · Pion blanc sur case blanche h3 · Pion blanc sur case noire f2 | Pion noir sur case noire a7 · Pion noir sur case blanche h7 · Pion noir sur case noire b6 · Pion noir sur case blanche g6 · Tour noire sur case noire c5 · Roi noir sur case noire g5 · Pion blanc sur case blanche a4 · Tour blanche sur case blanche f3 · Roi blanc sur case noire g3 · Pion blanc sur case blanche h3 · Pion blanc sur case noire f2 | Pion noir sur case noire a7 · Pion noir sur case blanche h7 · Pion noir sur case noire b6 · Pion noir sur case blanche g6 · Tour noire sur case noire c5 · Roi noir sur case noire g5 · Pion blanc sur case blanche a4 · Tour blanche sur case blanche f3 · Roi blanc sur case noire g3 · Pion blanc sur case blanche h3 · Pion blanc sur case noire f2 | Pion noir sur case noire a7 · Pion noir sur case blanche h7 · Pion noir sur case noire b6 · Pion noir sur case blanche g6 · Tour noire sur case noire c5 · Roi noir sur case noire g5 · Pion blanc sur case blanche a4 · Tour blanche sur case blanche f3 · Roi blanc sur case noire g3 · Pion blanc sur case blanche h3 · Pion blanc sur case noire f2 | Pion noir sur case noire a7 · Pion noir sur case blanche h7 · Pion noir sur case noire b6 · Pion noir sur case blanche g6 · Tour noire sur case noire c5 · Roi noir sur case noire g5 · Pion blanc sur case blanche a4 · Tour blanche sur case blanche f3 · Roi blanc sur case noire g3 · Pion blanc sur case blanche h3 · Pion blanc sur case noire f2 | Pion noir sur case noire a7 · Pion noir sur case blanche h7 · Pion noir sur case noire b6 · Pion noir sur case blanche g6 · Tour noire sur case noire c5 · Roi noir sur case noire g5 · Pion blanc sur case blanche a4 · Tour blanche sur case blanche f3 · Roi blanc sur case noire g3 · Pion blanc sur case blanche h3 · Pion blanc sur case noire f2 | 7 |
| 6 | Pion noir sur case noire a7 · Pion noir sur case blanche h7 · Pion noir sur case noire b6 · Pion noir sur case blanche g6 · Tour noire sur case noire c5 · Roi noir sur case noire g5 · Pion blanc sur case blanche a4 · Tour blanche sur case blanche f3 · Roi blanc sur case noire g3 · Pion blanc sur case blanche h3 · Pion blanc sur case noire f2 | Pion noir sur case noire a7 · Pion noir sur case blanche h7 · Pion noir sur case noire b6 · Pion noir sur case blanche g6 · Tour noire sur case noire c5 · Roi noir sur case noire g5 · Pion blanc sur case blanche a4 · Tour blanche sur case blanche f3 · Roi blanc sur case noire g3 · Pion blanc sur case blanche h3 · Pion blanc sur case noire f2 | Pion noir sur case noire a7 · Pion noir sur case blanche h7 · Pion noir sur case noire b6 · Pion noir sur case blanche g6 · Tour noire sur case noire c5 · Roi noir sur case noire g5 · Pion blanc sur case blanche a4 · Tour blanche sur case blanche f3 · Roi blanc sur case noire g3 · Pion blanc sur case blanche h3 · Pion blanc sur case noire f2 | Pion noir sur case noire a7 · Pion noir sur case blanche h7 · Pion noir sur case noire b6 · Pion noir sur case blanche g6 · Tour noire sur case noire c5 · Roi noir sur case noire g5 · Pion blanc sur case blanche a4 · Tour blanche sur case blanche f3 · Roi blanc sur case noire g3 · Pion blanc sur case blanche h3 · Pion blanc sur case noire f2 | Pion noir sur case noire a7 · Pion noir sur case blanche h7 · Pion noir sur case noire b6 · Pion noir sur case blanche g6 · Tour noire sur case noire c5 · Roi noir sur case noire g5 · Pion blanc sur case blanche a4 · Tour blanche sur case blanche f3 · Roi blanc sur case noire g3 · Pion blanc sur case blanche h3 · Pion blanc sur case noire f2 | Pion noir sur case noire a7 · Pion noir sur case blanche h7 · Pion noir sur case noire b6 · Pion noir sur case blanche g6 · Tour noire sur case noire c5 · Roi noir sur case noire g5 · Pion blanc sur case blanche a4 · Tour blanche sur case blanche f3 · Roi blanc sur case noire g3 · Pion blanc sur case blanche h3 · Pion blanc sur case noire f2 | Pion noir sur case noire a7 · Pion noir sur case blanche h7 · Pion noir sur case noire b6 · Pion noir sur case blanche g6 · Tour noire sur case noire c5 · Roi noir sur case noire g5 · Pion blanc sur case blanche a4 · Tour blanche sur case blanche f3 · Roi blanc sur case noire g3 · Pion blanc sur case blanche h3 · Pion blanc sur case noire f2 | Pion noir sur case noire a7 · Pion noir sur case blanche h7 · Pion noir sur case noire b6 · Pion noir sur case blanche g6 · Tour noire sur case noire c5 · Roi noir sur case noire g5 · Pion blanc sur case blanche a4 · Tour blanche sur case blanche f3 · Roi blanc sur case noire g3 · Pion blanc sur case blanche h3 · Pion blanc sur case noire f2 | 6 |
| 5 | Pion noir sur case noire a7 · Pion noir sur case blanche h7 · Pion noir sur case noire b6 · Pion noir sur case blanche g6 · Tour noire sur case noire c5 · Roi noir sur case noire g5 · Pion blanc sur case blanche a4 · Tour blanche sur case blanche f3 · Roi blanc sur case noire g3 · Pion blanc sur case blanche h3 · Pion blanc sur case noire f2 | Pion noir sur case noire a7 · Pion noir sur case blanche h7 · Pion noir sur case noire b6 · Pion noir sur case blanche g6 · Tour noire sur case noire c5 · Roi noir sur case noire g5 · Pion blanc sur case blanche a4 · Tour blanche sur case blanche f3 · Roi blanc sur case noire g3 · Pion blanc sur case blanche h3 · Pion blanc sur case noire f2 | Pion noir sur case noire a7 · Pion noir sur case blanche h7 · Pion noir sur case noire b6 · Pion noir sur case blanche g6 · Tour noire sur case noire c5 · Roi noir sur case noire g5 · Pion blanc sur case blanche a4 · Tour blanche sur case blanche f3 · Roi blanc sur case noire g3 · Pion blanc sur case blanche h3 · Pion blanc sur case noire f2 | Pion noir sur case noire a7 · Pion noir sur case blanche h7 · Pion noir sur case noire b6 · Pion noir sur case blanche g6 · Tour noire sur case noire c5 · Roi noir sur case noire g5 · Pion blanc sur case blanche a4 · Tour blanche sur case blanche f3 · Roi blanc sur case noire g3 · Pion blanc sur case blanche h3 · Pion blanc sur case noire f2 | Pion noir sur case noire a7 · Pion noir sur case blanche h7 · Pion noir sur case noire b6 · Pion noir sur case blanche g6 · Tour noire sur case noire c5 · Roi noir sur case noire g5 · Pion blanc sur case blanche a4 · Tour blanche sur case blanche f3 · Roi blanc sur case noire g3 · Pion blanc sur case blanche h3 · Pion blanc sur case noire f2 | Pion noir sur case noire a7 · Pion noir sur case blanche h7 · Pion noir sur case noire b6 · Pion noir sur case blanche g6 · Tour noire sur case noire c5 · Roi noir sur case noire g5 · Pion blanc sur case blanche a4 · Tour blanche sur case blanche f3 · Roi blanc sur case noire g3 · Pion blanc sur case blanche h3 · Pion blanc sur case noire f2 | Pion noir sur case noire a7 · Pion noir sur case blanche h7 · Pion noir sur case noire b6 · Pion noir sur case blanche g6 · Tour noire sur case noire c5 · Roi noir sur case noire g5 · Pion blanc sur case blanche a4 · Tour blanche sur case blanche f3 · Roi blanc sur case noire g3 · Pion blanc sur case blanche h3 · Pion blanc sur case noire f2 | Pion noir sur case noire a7 · Pion noir sur case blanche h7 · Pion noir sur case noire b6 · Pion noir sur case blanche g6 · Tour noire sur case noire c5 · Roi noir sur case noire g5 · Pion blanc sur case blanche a4 · Tour blanche sur case blanche f3 · Roi blanc sur case noire g3 · Pion blanc sur case blanche h3 · Pion blanc sur case noire f2 | 5 |
| 4 | Pion noir sur case noire a7 · Pion noir sur case blanche h7 · Pion noir sur case noire b6 · Pion noir sur case blanche g6 · Tour noire sur case noire c5 · Roi noir sur case noire g5 · Pion blanc sur case blanche a4 · Tour blanche sur case blanche f3 · Roi blanc sur case noire g3 · Pion blanc sur case blanche h3 · Pion blanc sur case noire f2 | Pion noir sur case noire a7 · Pion noir sur case blanche h7 · Pion noir sur case noire b6 · Pion noir sur case blanche g6 · Tour noire sur case noire c5 · Roi noir sur case noire g5 · Pion blanc sur case blanche a4 · Tour blanche sur case blanche f3 · Roi blanc sur case noire g3 · Pion blanc sur case blanche h3 · Pion blanc sur case noire f2 | Pion noir sur case noire a7 · Pion noir sur case blanche h7 · Pion noir sur case noire b6 · Pion noir sur case blanche g6 · Tour noire sur case noire c5 · Roi noir sur case noire g5 · Pion blanc sur case blanche a4 · Tour blanche sur case blanche f3 · Roi blanc sur case noire g3 · Pion blanc sur case blanche h3 · Pion blanc sur case noire f2 | Pion noir sur case noire a7 · Pion noir sur case blanche h7 · Pion noir sur case noire b6 · Pion noir sur case blanche g6 · Tour noire sur case noire c5 · Roi noir sur case noire g5 · Pion blanc sur case blanche a4 · Tour blanche sur case blanche f3 · Roi blanc sur case noire g3 · Pion blanc sur case blanche h3 · Pion blanc sur case noire f2 | Pion noir sur case noire a7 · Pion noir sur case blanche h7 · Pion noir sur case noire b6 · Pion noir sur case blanche g6 · Tour noire sur case noire c5 · Roi noir sur case noire g5 · Pion blanc sur case blanche a4 · Tour blanche sur case blanche f3 · Roi blanc sur case noire g3 · Pion blanc sur case blanche h3 · Pion blanc sur case noire f2 | Pion noir sur case noire a7 · Pion noir sur case blanche h7 · Pion noir sur case noire b6 · Pion noir sur case blanche g6 · Tour noire sur case noire c5 · Roi noir sur case noire g5 · Pion blanc sur case blanche a4 · Tour blanche sur case blanche f3 · Roi blanc sur case noire g3 · Pion blanc sur case blanche h3 · Pion blanc sur case noire f2 | Pion noir sur case noire a7 · Pion noir sur case blanche h7 · Pion noir sur case noire b6 · Pion noir sur case blanche g6 · Tour noire sur case noire c5 · Roi noir sur case noire g5 · Pion blanc sur case blanche a4 · Tour blanche sur case blanche f3 · Roi blanc sur case noire g3 · Pion blanc sur case blanche h3 · Pion blanc sur case noire f2 | Pion noir sur case noire a7 · Pion noir sur case blanche h7 · Pion noir sur case noire b6 · Pion noir sur case blanche g6 · Tour noire sur case noire c5 · Roi noir sur case noire g5 · Pion blanc sur case blanche a4 · Tour blanche sur case blanche f3 · Roi blanc sur case noire g3 · Pion blanc sur case blanche h3 · Pion blanc sur case noire f2 | 4 |
| 3 | Pion noir sur case noire a7 · Pion noir sur case blanche h7 · Pion noir sur case noire b6 · Pion noir sur case blanche g6 · Tour noire sur case noire c5 · Roi noir sur case noire g5 · Pion blanc sur case blanche a4 · Tour blanche sur case blanche f3 · Roi blanc sur case noire g3 · Pion blanc sur case blanche h3 · Pion blanc sur case noire f2 | Pion noir sur case noire a7 · Pion noir sur case blanche h7 · Pion noir sur case noire b6 · Pion noir sur case blanche g6 · Tour noire sur case noire c5 · Roi noir sur case noire g5 · Pion blanc sur case blanche a4 · Tour blanche sur case blanche f3 · Roi blanc sur case noire g3 · Pion blanc sur case blanche h3 · Pion blanc sur case noire f2 | Pion noir sur case noire a7 · Pion noir sur case blanche h7 · Pion noir sur case noire b6 · Pion noir sur case blanche g6 · Tour noire sur case noire c5 · Roi noir sur case noire g5 · Pion blanc sur case blanche a4 · Tour blanche sur case blanche f3 · Roi blanc sur case noire g3 · Pion blanc sur case blanche h3 · Pion blanc sur case noire f2 | Pion noir sur case noire a7 · Pion noir sur case blanche h7 · Pion noir sur case noire b6 · Pion noir sur case blanche g6 · Tour noire sur case noire c5 · Roi noir sur case noire g5 · Pion blanc sur case blanche a4 · Tour blanche sur case blanche f3 · Roi blanc sur case noire g3 · Pion blanc sur case blanche h3 · Pion blanc sur case noire f2 | Pion noir sur case noire a7 · Pion noir sur case blanche h7 · Pion noir sur case noire b6 · Pion noir sur case blanche g6 · Tour noire sur case noire c5 · Roi noir sur case noire g5 · Pion blanc sur case blanche a4 · Tour blanche sur case blanche f3 · Roi blanc sur case noire g3 · Pion blanc sur case blanche h3 · Pion blanc sur case noire f2 | Pion noir sur case noire a7 · Pion noir sur case blanche h7 · Pion noir sur case noire b6 · Pion noir sur case blanche g6 · Tour noire sur case noire c5 · Roi noir sur case noire g5 · Pion blanc sur case blanche a4 · Tour blanche sur case blanche f3 · Roi blanc sur case noire g3 · Pion blanc sur case blanche h3 · Pion blanc sur case noire f2 | Pion noir sur case noire a7 · Pion noir sur case blanche h7 · Pion noir sur case noire b6 · Pion noir sur case blanche g6 · Tour noire sur case noire c5 · Roi noir sur case noire g5 · Pion blanc sur case blanche a4 · Tour blanche sur case blanche f3 · Roi blanc sur case noire g3 · Pion blanc sur case blanche h3 · Pion blanc sur case noire f2 | Pion noir sur case noire a7 · Pion noir sur case blanche h7 · Pion noir sur case noire b6 · Pion noir sur case blanche g6 · Tour noire sur case noire c5 · Roi noir sur case noire g5 · Pion blanc sur case blanche a4 · Tour blanche sur case blanche f3 · Roi blanc sur case noire g3 · Pion blanc sur case blanche h3 · Pion blanc sur case noire f2 | 3 |
| 2 | Pion noir sur case noire a7 · Pion noir sur case blanche h7 · Pion noir sur case noire b6 · Pion noir sur case blanche g6 · Tour noire sur case noire c5 · Roi noir sur case noire g5 · Pion blanc sur case blanche a4 · Tour blanche sur case blanche f3 · Roi blanc sur case noire g3 · Pion blanc sur case blanche h3 · Pion blanc sur case noire f2 | Pion noir sur case noire a7 · Pion noir sur case blanche h7 · Pion noir sur case noire b6 · Pion noir sur case blanche g6 · Tour noire sur case noire c5 · Roi noir sur case noire g5 · Pion blanc sur case blanche a4 · Tour blanche sur case blanche f3 · Roi blanc sur case noire g3 · Pion blanc sur case blanche h3 · Pion blanc sur case noire f2 | Pion noir sur case noire a7 · Pion noir sur case blanche h7 · Pion noir sur case noire b6 · Pion noir sur case blanche g6 · Tour noire sur case noire c5 · Roi noir sur case noire g5 · Pion blanc sur case blanche a4 · Tour blanche sur case blanche f3 · Roi blanc sur case noire g3 · Pion blanc sur case blanche h3 · Pion blanc sur case noire f2 | Pion noir sur case noire a7 · Pion noir sur case blanche h7 · Pion noir sur case noire b6 · Pion noir sur case blanche g6 · Tour noire sur case noire c5 · Roi noir sur case noire g5 · Pion blanc sur case blanche a4 · Tour blanche sur case blanche f3 · Roi blanc sur case noire g3 · Pion blanc sur case blanche h3 · Pion blanc sur case noire f2 | Pion noir sur case noire a7 · Pion noir sur case blanche h7 · Pion noir sur case noire b6 · Pion noir sur case blanche g6 · Tour noire sur case noire c5 · Roi noir sur case noire g5 · Pion blanc sur case blanche a4 · Tour blanche sur case blanche f3 · Roi blanc sur case noire g3 · Pion blanc sur case blanche h3 · Pion blanc sur case noire f2 | Pion noir sur case noire a7 · Pion noir sur case blanche h7 · Pion noir sur case noire b6 · Pion noir sur case blanche g6 · Tour noire sur case noire c5 · Roi noir sur case noire g5 · Pion blanc sur case blanche a4 · Tour blanche sur case blanche f3 · Roi blanc sur case noire g3 · Pion blanc sur case blanche h3 · Pion blanc sur case noire f2 | Pion noir sur case noire a7 · Pion noir sur case blanche h7 · Pion noir sur case noire b6 · Pion noir sur case blanche g6 · Tour noire sur case noire c5 · Roi noir sur case noire g5 · Pion blanc sur case blanche a4 · Tour blanche sur case blanche f3 · Roi blanc sur case noire g3 · Pion blanc sur case blanche h3 · Pion blanc sur case noire f2 | Pion noir sur case noire a7 · Pion noir sur case blanche h7 · Pion noir sur case noire b6 · Pion noir sur case blanche g6 · Tour noire sur case noire c5 · Roi noir sur case noire g5 · Pion blanc sur case blanche a4 · Tour blanche sur case blanche f3 · Roi blanc sur case noire g3 · Pion blanc sur case blanche h3 · Pion blanc sur case noire f2 | 2 |
| 1 | Pion noir sur case noire a7 · Pion noir sur case blanche h7 · Pion noir sur case noire b6 · Pion noir sur case blanche g6 · Tour noire sur case noire c5 · Roi noir sur case noire g5 · Pion blanc sur case blanche a4 · Tour blanche sur case blanche f3 · Roi blanc sur case noire g3 · Pion blanc sur case blanche h3 · Pion blanc sur case noire f2 | Pion noir sur case noire a7 · Pion noir sur case blanche h7 · Pion noir sur case noire b6 · Pion noir sur case blanche g6 · Tour noire sur case noire c5 · Roi noir sur case noire g5 · Pion blanc sur case blanche a4 · Tour blanche sur case blanche f3 · Roi blanc sur case noire g3 · Pion blanc sur case blanche h3 · Pion blanc sur case noire f2 | Pion noir sur case noire a7 · Pion noir sur case blanche h7 · Pion noir sur case noire b6 · Pion noir sur case blanche g6 · Tour noire sur case noire c5 · Roi noir sur case noire g5 · Pion blanc sur case blanche a4 · Tour blanche sur case blanche f3 · Roi blanc sur case noire g3 · Pion blanc sur case blanche h3 · Pion blanc sur case noire f2 | Pion noir sur case noire a7 · Pion noir sur case blanche h7 · Pion noir sur case noire b6 · Pion noir sur case blanche g6 · Tour noire sur case noire c5 · Roi noir sur case noire g5 · Pion blanc sur case blanche a4 · Tour blanche sur case blanche f3 · Roi blanc sur case noire g3 · Pion blanc sur case blanche h3 · Pion blanc sur case noire f2 | Pion noir sur case noire a7 · Pion noir sur case blanche h7 · Pion noir sur case noire b6 · Pion noir sur case blanche g6 · Tour noire sur case noire c5 · Roi noir sur case noire g5 · Pion blanc sur case blanche a4 · Tour blanche sur case blanche f3 · Roi blanc sur case noire g3 · Pion blanc sur case blanche h3 · Pion blanc sur case noire f2 | Pion noir sur case noire a7 · Pion noir sur case blanche h7 · Pion noir sur case noire b6 · Pion noir sur case blanche g6 · Tour noire sur case noire c5 · Roi noir sur case noire g5 · Pion blanc sur case blanche a4 · Tour blanche sur case blanche f3 · Roi blanc sur case noire g3 · Pion blanc sur case blanche h3 · Pion blanc sur case noire f2 | Pion noir sur case noire a7 · Pion noir sur case blanche h7 · Pion noir sur case noire b6 · Pion noir sur case blanche g6 · Tour noire sur case noire c5 · Roi noir sur case noire g5 · Pion blanc sur case blanche a4 · Tour blanche sur case blanche f3 · Roi blanc sur case noire g3 · Pion blanc sur case blanche h3 · Pion blanc sur case noire f2 | Pion noir sur case noire a7 · Pion noir sur case blanche h7 · Pion noir sur case noire b6 · Pion noir sur case blanche g6 · Tour noire sur case noire c5 · Roi noir sur case noire g5 · Pion blanc sur case blanche a4 · Tour blanche sur case blanche f3 · Roi blanc sur case noire g3 · Pion blanc sur case blanche h3 · Pion blanc sur case noire f2 | 1 |
|   | a | b | c | d | e | f | g | h |   |

Voici l'annotation par Botvinnik :

« Je n'ai pas été gêné par la variante 45...Tc4 en raison de l'immédiat 46. a5 bxa5 (ou 46...b5 47. Tf7) 47. Tf7 a6 48. h4+ Rh6 49. Td7 avec match nul. 
45...Rh6 46. Td3 Tc5 47. h4 Ta5 48. Td4 n'est pas non plus dangereux pour les Blancs. 
Mais que doivent faire les Blancs après 45...Tc5 ? »

### Un coup de problème
C'est Efim Geller, de l'équipe d'URSS, qui a trouvé au bout de la nuit la solution annulante : 45...Tc5 46. Tf7 Ta5 47. Txh7!!

### Postérité
Cette finale a donné lieu à de nombreuses analyses postérieures pour établir qu'il y avait bien partie nulle.